# 实验室信息系统
实验室信息系统（Laboratory Information System，缩写LIS）是一类用来处理实验室过程信息的软件。这套系统通常与其他信息系统比如医院信息系统（HIS）连接。实验室信息系统由多种实验室流程模块构成，这些模块可以依据客户的实际情况进行选择和配置。选择适合的实验室信息系统对于使用者非常重要，往往要通过几个月的研究和计划。系统的安装调试对于不同的研究阶段也从几周到几个月不等，实验室的研究工作有多少种就有多少种实验室信息系统。大型的实验室信息系统几乎包括了所有的实验室研究的学科内容，比如血液学、化学、免疫学、血库、外科病理学、解剖病理学、在线细胞计数和微生物学。这个条目将说明临床实验室的信息系统，包括了血液学、化学和免疫学内容。

## 基本操作
实验室信息系统通常是一套整合的信息系统，它是由许多不同的应用软件组成。实验室信息系统从医师开出最初的诊断时就开始工作。比如，一个面色苍白的病人进入医院，他向医生抱怨经常觉得疲劳，医师怀疑他患有贫血症，决定让他去做血常规（CBCs）的检查。

### 定制和登入
定制内容往往由医师、医师助理下达。定制内容包括了要求的检查项目。每一套定制的项目都有唯一的识别符可被追踪。在上面的假设中，全血细胞计数要求检测白细胞数、红细胞数和其他血成分测试。病人在取血时要“登入”系统，而系统自动报告抽血的护士取血量是多少，同时实验室信息系统为血样打印出条形码（唯一标识）。

### 样本接受
病人登入并完成取样后，样品被送到实验室取处理。这一事项也被实验室信息系统记录，实验室工作开始，全细胞计数通常由血液自动计数器进行。当定制下达后，就能自动下载到自动的仪器那里。当条形码被读入后，与定制内容相符后将开始工作。

## 结果记录
当需要的实验结果出来后，被人工或自动地从仪器下载到系统。结果被送给临床检验师，找出关联做出判断。结果通常被自动打印成报告，再被送交主治医师。

### 实验报告
实验报告是实验室信息系统给出的最后结果。报告可以被打印或者传真在纸上，也可用电子邮件或者其他无纸办公的设备传送。

## 基本功能
实验室信息系统可以实现以下功能：定制检查项目、病人登录、接收样本、记录结果、生成报告、病人数量统计、医师数量统计。

## 其它功能
实验室信息系统还可以支持以下功能：基于网络的定制检查项目、结果查询，通过传真和电子邮件传送实验报告，生成客户报告，与医院管理系统软件的交互，生成预报告、最终报告，生成医学检验工作表，平衡工作量，医疗保险必要性的检查，划价，生成公共卫生报告，制定管理规则。

## 分类
不同的实验学科要求实验室信息系统能用计算机处理不同学科的信息，依据系统应用的学科，可以分为：血液学、化学、免疫学、血库、外科病理学、解剖病理学、微生物学、在线血细胞计数。